# Preben Krab
Preben Krab (ur. 15 lipca 1952 w Haderslev) – duński wioślarz (sternik), brązowy medalista olimpijski.
Wystąpił na igrzyskach olimpijskich w Meksyku w 1968, gdzie Duńczycy w składzie: Jørn Krab (jego starszy brat), Harry Jørgensen i Preben Krab zdobyli brązowy medal w dwójkach ze sternikiem. W finale o 3,26 sekundy przegrali z osadą Włoch i o 1,27 sekundy z osadą Holandii. Był to jego jedyny start olimpijski.